# مبدأ إقليم القوانين
مبدأ إقليم القوانين هو مبدأ مرتبط بتطبيق القاعدة القانونية من حيث المكان، وهو المعمول به في العديد من دول العالم، بحث أن كل مواطن أو أجنبي أو عديم الجنسية يخضع لقوانين البلد الذي هو داخل حدوده الجغرافية، فالمبدأ إقليمية القوانين يحافظ على سيادة الدول و حماية الأجانب داخلة لديها عكس مبدأ شخصية القوانين.